# 開隆堂出版
開隆堂出版株式会社（かいりゅうどうしゅっぱん、英: KAIRYUDO Publishing Co.,Ltd.）は、日本の教科書の出版社。
英語や家庭科を中心に教科書や学習参考書を発行している。戦後の民間の教科書出版社の第1号である。

## 沿革
- 1926年 - 開隆堂書店として創業。
- 1935年 - 旧制中学校、高等学校、大学英語教科書等を出版。
- 1946年 - 開隆堂出版株式会社設立。
- 1949年 - 小学校、中学校、高等学校教科書検定制度実施に伴い、検定教科書を発行。
- 1958年 - 日本英語教育研究所を設立。
- 1964年 - 子会社、開隆館出版販売株式会社設立。

## 教科書
- 文部科学省検定済教科書の発行者番号は9。
- 小学校向け検定教科書を3教科（英語、図画工作、家庭）を発行している。
- 中学校向け検定教科書を3教科（英語、美術、技術家庭）発行している。
- 高等学校向け検定教科書を3教科（英語、家庭、情報）発行している。
- 高等専門学校・大学向け教科書を１教科（英語）発行している。

## 不祥事
- 2009年〜2014年の間、検定中の図画工作、英語などの教科書を185人の教員に閲覧させた。[2]